# RMS Douro
La RMS Douro fu una nave trasporto passeggeri britannica, affondata per collisione con il piroscafo spagnolo Yrurac Bat il 1º aprile 1882.

## Storia
Il piroscafo RMS Douro, con scafo in ferro, fu costruito presso il cantiere navale Caird & Company di Greenock, Scozia, per conto della compagnia Royal Mail Steam Packet Company. La nave, registrata a Londra, aveva un dislocamento di 2.864 tonnellate, disponeva di 8 compartimenti stagni, e di un apparato motore basato su una motrice alternativa erogante la potenza di 510 ihp. La capacita di trasporto passeggeri era di 253 persone in prima classe, 30 in seconda e 30 in terza, mentre l'equipaggio era composto da 80 persone.
Il Douro era considerato una nave veloce, affidabile, e con dotazioni di lusso per i passeggeri, tra cui una orchestra che si esibiva da vivo. 
Il piroscafo entrò in servizio nel 1865, prestando servizio inizialmente sulle rotte tra la Gran Bretagna e le Indie occidentali. All'inizio della sua carriera navigava in compagnia della gemella Rhone fino a quando quest'ultima affondò nel 1867.
Nel 1869 il Douro passò al servizio verso l'America del sud, sulla rotta Southampton Inghilterra-Buenos Aires, Argentina. Nel corso dei suoi viaggi toccò Lisbona, Madeira, Sao Vicente, Pernambuco, Bahia e Rio de Janeiro, e nel 1872 ebbe l'onore di trasportare l'Imperatore del Brasile Dom Pedro II e la sua famiglia.
Come Royal Mail Ship, trasportava posta e giornali sotto contratto, ed inoltre trasportava spesso carichi preziosi, tra cui oro e diamanti rinchiusi in una apposita stanza.
Il 31 marzo 1882, mentre effettuava il suo sessantaduesimo viaggio il Douro, diretto da Buenos Aires a Southampton con fermate in Brasile e Lisbona,  era in ritardo di 90 minuti quando salpò dalla capitale portoghese alle 20:30 diretto a Southampton, per l'ultima tappa del viaggio. Per recuperare prezioso tempo, il capitano Ebenezer C. Kemp diede ordine di procedere a tutta velocità, con vento forza da 5 a 6 NNE, verso nord al largo delle coste occidentali del Portogallo. 
La sera del 1 aprile, il Douro aveva superato Capo Finisterre in Spagna sotto la luna piena. Il suo quarto ufficiale notò la luce di una nave a circa due miglia (3,7 km) di distanza, ma pensò che anche l'ufficiale di servizio sul ponte la avesse avvistata e non gli notificò la notizia. L'ufficiale sul ponte vide lo Yrurac Bat  quando era troppo tardi per evitare l'impatto, e alle 22:45 del 1 aprile le due navi entrarono in collisione. La prora dello Yrurac Bat aprì due profondi squarci nello scafo del Douro sul lato di tribordo. Il primo con l'urto iniziale, e il secondo quando il piroscafo spagnolo, dopo essere rimbalzato indietro tornò in avanti a causa della forza propulsiva delle macchine. Il Douro rimase immobile sul mare, con l'acqua che si riversava all'interno dello scafo dagli squarci sulla fiancata.
I passeggeri e l'equipaggio del piroscafo inglese abbandonarono la nave in gran fretta ed esso affondò 30 minuti dopo la collisione in 1.500 piedi (457 metri) di acqua. Ci furono sei vittime tra le persone a bordo, mentre il capitano del Douro, Ebenezer C. Kemp, e altri sei ufficiali  decisero di rimanere a bordo e affondarono con la nave, Gli altri 32 membri dell'equipaggio e tutti i 112 passeggeri sopravvissero. Anche lo Yrurac Bat affondò dodici minuto dopo l'urto con la perdita di altre 53 vite. I sopravvissuti delle due navi vennero tratti in salvo subito dopo il disastro dal piroscafo britannico Hidalgo, registrato a Hull , che li sbarcò a La Coruña, in Spagna.
Il relitto del Douro rimase indisturbato per 114 anni nonostante i numerosi tentativi di localizzare la nave, tutti falliti. Una ricerca dell'esploratore svedese di relitti in acque profonde Sverker Hallstrom e della sua compagnia, la Hallstrom Holdings, con l'uso di una tecnologia moderna simile a quella utilizzata per localizzare il Titanic consentì di localizzare il relitto nel 1993. Fu solo nel 1996 che il Douro venne identificato con certezza dopo il recupero di un piatto in ceramica che portava le insegne della Royal Mail Steam Packet Company. Dopo aver ripulito il relitto da tutte le reti da pesca che vi erano rimaste impigliate, iniziò la ricerca del carico prezioso tramite l'uso di un ROV solo cinque giorni dopo l'inizio dell'operazione di salvataggio, il Grab aveva recuperato il 98% del carico di lingotti da oltre 400 metri di profondità.
La nave Deep Sea Worker recuperò dal relitto 28.000 monete d'oro, lingotti d'oro e polvere d'oro. Delle 28.000 monete d'oro recuperate, la maggior parte erano sterline d'oro, anche se sono state scoperte anche alcune monete brasiliane e portoghesi molto rare.

### Annotazioni
1. ↑  Oltre al capitano, erano quattro alti ufficiali, e il capo e il secondo ingegnere.

### Fonti
1. 1 2 3 4 5  Wrecksite.
2. ↑  Nicol 2001, pp. 222-241.
3. 1 2 3 4 5 6  Wrecksite.
4. 1 2 3 4 5 6 7 8 9 10 11  Gentleman's Military Interest Club.
5. 1 2 3 4 5 6 7 8 9 10  Allgoldcoins.